# Millicent Tanner
Millicent Tanner (Exeter, 10 gennaio 1999) è una pistard britannica.

## Palmarès

### Pista
- 2020

Campionati britannici, Velocità a squadre (con Blaine Ridge-Davis)
- 2023

Campionati britannici, Velocità a squadre (con Emma Finucane e Katy Marchant)

## Piazzamenti

### Competizioni mondiali
- Campionati del mondo su pista

Roubaix 2021 - Velocità a squadre: 3ª

### Competizioni europee
- Campionati europei su pista

Aigle 2018 - Velocità a squadre Under-23: 3ª
Aigle 2018 - Velocità Under-23: 4ª
Aigle 2018 - 500 metri a cronometro Under-23: 3ª
Aigle 2018 - Keirin Under-23: 12ª
Gand 2019 - Velocità a squadre Under-23: 3ª
Gand 2019 - Velocità Under-23: 13ª
Gand 2019 - 500 metri a cronometro Under-23: 9ª
Gand 2019 - Keirin Under-23: 13ª
Plovdiv 2020 - Velocità a squadre: 2ª
Grenchen 2021 - Velocità a squadre: 4ª